# Parti Socialiste Rwandais
Die Parti Socialiste Rwandais (PSR, englisch Rwandan Socialist Party, auch Rwandese Labor Party oder Rwandese Socialist Labour Party; deutsch „Ruandische Sozialistische Partei“) ist eine politische Partei in Ruanda. Amtierender Vorsitzender ist Jean Baptiste Rucibigango und Generalsekretär ist Emile Munyemana.

## Parteigeschichte
| Jahr | Sitze  | Belege            |
| ---- | ------ | ----------------- |
| 2003 | 1 / 80 | [ 5 ] [ 6 ] [ 7 ] |
| 2008 | 1 / 80 | [ 8 ] [ 9 ] [ 7 ] |
| 2013 | 0 / 80 | [ 10 ]            |
| 2018 | 0 / 80 | [ 11 ] [ 4 ]      |

Die Partei wurde am 18. August 1991 gegründet. Nach Beendigung des Völkermords an den Tutsi durch die von Paul Kagame geführte Ruandische Patriotische Front (RPF) im Juli 1994 wurden insgesamt 18 Parteien offiziell anerkannt. Die PSR wurde Teil einer Übergangsregierung unter Führung der RPF, zusammen mit der Mouvement Démocratique Républicain (MDR), Social Democratic Party (PSD), Liberal Party (PL), Christian Democratic Party (PDC), Union Démocratique du Peuple Rwandais (UDPR) und der Parti démocratique islamique (PDI).
An den Parlamentswahlen 2003 und 2008 nahm die Partei als Teil der Wahlkoalition unter Führung der RPF teil und gewann jeweils einen Sitz. Bei der Parlamentswahl 2013 stellte die Partei zwei Kandidaten auf, schaffte es jedoch nicht ins Parlament. Auch bei der Parlamentswahl 2018 stand ein Kandidat der PSR auf der Wahlliste, der es jedoch nicht ins Parlament schaffte. Für die Präsidentschaftswahl am 15. Juli 2024 sprach die PSR Amtsinhaber Paul Kagame ihre Unterstützung aus.
Die Partei ist Teil des National Consultative Forum of Political Organizations (NFPO).

## Parteivorstand
Amtierender Vorsitzender ist Jean Baptiste Rucibigango und Generalsekretär ist Emile Munyemana (Stand Juni 2024).